# Bolbometopon muricatum
Bolbometopon muricatum е вид бодлоперка от семейство Scaridae. Видът е уязвим и сериозно застрашен от изчезване.

## Разпространение и местообитание
Разпространен е в Австралия, Американска Самоа, Вануату, Гуам, Египет, Йемен (Сокотра), Индонезия, Кения, Кирибати, Кокосови острови, Мавриций, Мадагаскар, Малайзия, Малдиви, Малки далечни острови на САЩ (Уейк), Мианмар, Микронезия, Мозамбик, Ниуе, Нова Каледония, Остров Рождество, Палау, Папуа Нова Гвинея, Провинции в КНР, Самоа, Северни Мариански острови, Сейшели, Соломонови острови, Сомалия, Тайван, Танзания, Тонга, Филипини, Френска Полинезия (Дружествени острови и Туамоту) и Япония (Рюкю).
Среща се на дълбочина от 1 до 40 m, при температура на водата от 26,3 до 29 °C и соленост 34,1 – 35,5 ‰.

## Описание
На дължина достигат до 1,3 m, а теглото им е максимум 46 kg.
Популацията на вида е намаляваща.